# Nafia Kuş
Nafia Kuş Aydın (Adana, 20 de fevereiro de 1995) é uma taekwondista turca.

## Carreira
Em 2013, ela obteve a medalha de prata nos Jogos da Solidariedade Islâmica realizados em Palembang, Indonésia. Kuş ganhou a medalha de prata no Campeonato Mundial Universitário de Taekwondo de 2014 em Hohhot, China. Ela se tornou medalhista de ouro no Campeonato Europeu Júnior em Innsbruck, Áustria, em 2014, e continuou seu sucesso ganhando outras medalhas de ouro em torneios em 2015, incluindo o Aberto da Holanda em Antalya, e o Aberto da Moldávia em Chișinău.
Ela ganhou a medalha de ouro no 1º Campeonato Europeu da ETU nas categorias de peso olímpico realizadas em Nalchik, Rússia em 2015. Nafia Kuş ganhou uma medalha de bronze no Campeonato Mundial de Taekwondo de 2015 realizado em Chelyabinsk, Rússia. Ela ganhou a medalha de ouro na divisão +73 kg no Torneio Aberto Holandês de 2015 em Eindhoven. No Torneio Aberto Alemão de 2020 em Hamburgo, ela se tornou medalhista de ouro na divisão +73 kg. Kuş levou a medalha de ouro na divisão -73 kg no 8º Torneio Aberto Turco realizado em Istambul.
Ela ganhou a medalha de ouro na categoria feminina de +67 kg nos Jogos do Mediterrâneo de 2022, realizados em Oran, na Argélia. Nos Jogos Olímpicos de Verão de 2024, em Paris, conquistou a medalha de bronze na categoria mais de 67 kg feminino.